# Nederlandse kampioenschappen schaatsen afstanden 2012 - 1500 meter mannen
De 1500 meter mannen op de Nederlandse kampioenschappen schaatsen afstanden 2012 werd gehouden op zondag 6 november 2011 in ijsstadion Thialf te Heerenveen, er namen 24 mannen deel.
Titelverdediger was Simon Kuipers die de titel pakte tijdens de NK afstanden 2011. Er waren vijf startplaatsen te verdienen voor de wereldbeker schaatsen 2011/2012, Stefan Groothuis had op basis van zijn tweede plaats tijdens de wereldbeker 2010-2011 een beschermde status.

## Statistieken

### Uitslag
| #      | Schaatser            | Ploeg                    | Tijd       |
| ------ | -------------------- | ------------------------ | ---------- |
| Goud   | Stefan Groothuis     | Control                  | 1.46,26    |
| Zilver | Kjeld Nuis           | Control                  | 1.46,88    |
| Brons  | Sjoerd de Vries      | APPM                     | 1.46,89    |
| 4      | Wouter Olde Heuvel   | TVM                      | 1.47,30    |
| 5      | Mark Tuitert         | Control                  | 1.47,342   |
| 6      | Jan Blokhuijsen      | TVM                      | 1.47,343   |
| 7      | Rhian Ket            | Team Hart                | 1.47,62    |
| 8      | Lars Elgersma        | Team CBA                 | 1.47,80    |
| 9      | Maurice Vriend       | Jong Oranje              | 1.48,01 PR |
| 10     | Koen Verweij         | Team Hart                | 1.48,09    |
| 11     | Pim Schipper         | Control                  | 1.48,13    |
| 12     | Renz Rotteveel       | Team Hart                | 1.48,63    |
| 13     | Simon Kuipers        | TVM                      | 1.48,89    |
| 14     | Ben Jongejan         | 1nP                      | 1.48,90    |
| 15     | Thomas Krol          | Jong Oranje              | 1.49,02 PR |
| 16     | Robbert de Rijk      | Gewest NH/U              | 1.49,20    |
| 17     | Ted-Jan Bloemen      | Gewest Friesland         | 1.49,50    |
| 18     | Thom van Beek        | 1nP                      | 1.49,54 PR |
| 19     | Pim Cazemier         | Team Hart                | 1.49,86    |
| 20     | Karsten van Zeijl    | Gewest Friesland         | 1.50,09 PR |
| 21     | Lucas van Alphen     | 1nP                      | 1.50,66    |
| 22     | Frank Hermans        | 1nP                      | 1.52,43    |
| 23     | Wietse van der Heide | Top Team Noord-Nederland | 1.53,56    |
| 24     | Rens Boekhoff        | Gewest NH/U              | 1.54,47    |

### Loting
| Rit | Binnenbaan         | Buitenbaan           |
| --- | ------------------ | -------------------- |
| 1   | Lucas van Alphen   | Rens Boekhoff        |
| 2   | Lars Elgersma      | Wietse van der Heide |
| 3   | Karsten van Zeijl  | Thom van Beek        |
| 4   | Robbert de Rijk    | Thomas Krol          |
| 5   | Maurice Vriend     | Pim Cazemier         |
| 6   | Ted-Jan Bloemen    | Ben Jongejan         |
| 7   | Sjoerd de Vries    | Pim Schipper         |
| 8   | Frank Hermans      | Koen Verweij         |
| 9   | Simon Kuipers      | Mark Tuitert         |
| 10  | Stefan Groothuis   | Kjeld Nuis           |
| 11  | Wouter Olde Heuvel | Renz Rotteveel       |
| 12  | Rhian Ket          | Jan Blokhuijsen      |

1987 · 
1988 · 
1989 · 
1990 · 
1991 · 
1992 · 
1993 · 
1994 · 
1995 · 
1996 · 
1997 · 
1998 · 
1999 · 
2000 · 
2001 · 
2002 · 
2003 · 
2004 · 
2005 · 
2006 · 
2007 · 
2008 · 
2009 · 
2010 · 
2011 · 
2012 · 
2013 · 
2014 · 
2015 · 
2016 · 
2017 · 
2018 · 
2019 · 
2020 · 
2021 · 
2022 · 
2023 · 
2024 · 
2025